# Curepipe Starlight Sports Club
Le Curepipe Starlight Sports Club est un club omnisports mauricien basé à Curepipe possédant une section football. Il est surnommé le CSSC. Fondé en 2001, il est présidé par Harold Mayer.

## Historique
- 2001 : fondation du club
- 2008 : 1re participation à Ligue des Champions africaine

## Palmarès
- Championnat de Maurice (4)
  - Champion : 2007, 2008, 2009, 2013

- Coupe de Maurice (3)
  - Vainqueur : 2006, 2008, 2013

- Coupe de la République (2)
  - Vainqueur : 2007, 2008